# Robert L. Cook

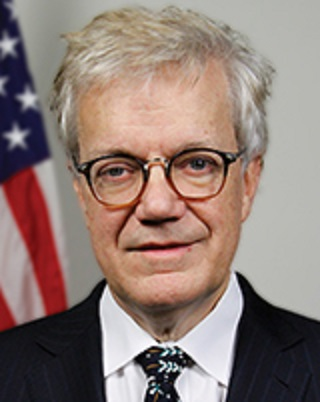
Robert L. Cook

Robert L. „Rob“ Cook (* 10. Dezember 1952 in Knoxville, Tennessee) ist ein US-amerikanischer Informatiker und Ingenieur.

## Leben
Robert L. Cook wurde 1952 in Knoxville, im US-Bundesstaat Tennessee geboren. Er erwarb 1973 einen Bachelor of Science an der Duke University in Physik. Im Anschluss studierte er Computergrafik an der Cornell University, die er 1981 mit dem Master of Science.
Sein Arbeitsgebiet war die Computergrafikforschung und -entwicklung. Unter anderem war an der Entwicklung der Rendering-Software RenderMan. Mindestens 19 Filme, die die Software verwendeten, wurden mit dem Oscar ausgezeichnet.
1981 begann er bei Lucasfilm und wechselte später für Pixar. 1989 verließ er Pixar um Light Source, ein Unternehmen für digitale Bildbearbeitung, zu gründen. Es entwickelte die Software OFoto und wurde später an X-Rite verkauft. Anschließend wurde er CEO bei Numinos, welches von Microsoft übernommen wurde. Im Anschluss kehrte er zu Pixar zurück und wurde Vice President für Softwareentwicklung. 2012 wurde er Unternehmensberater. Er Im November 2016 wurde er Beauftragter des Technology Transformation Service der US General Services Administration.

## Filmographie (Auswahl)
Er war unter anderem an der Computeranimierung folgender Projekte beteiligt:
- 1982: Star Trek II: Der Zorn des Khan
- 1984: Die Abenteuer von André und Wally B.
- 1986: Die kleine Lampe
- 1987: Reds Traum
- 1995: Toy Story
- 1999: Toy Story 2
- 2001: Die Monster AG
- 2006: Cars
- 2009: Oben

## Auszeichnungen
- 1992: Academy Scientific and Technical Award für die Entwicklung der Software „RenderMan“, die aus 3D-Computerbeschreibungen von Form und Aussehen Bilder für Kinofilme erzeugt.[3]
- 1999: Fellow der Association for Computing Machinery
- 2001: Ehrenoscar für bedeutende Fortschritte im Bereich der Filmwiedergabe, beispielhaft dargestellt in RenderMan von Pixar. Ihr breiter beruflicher Einfluss in der Branche inspiriert und trägt weiterhin zur Weiterentwicklung computergenerierter Bilder für Kinofilme bei.[3]
- 2009: Steven Anson Coons Award für herausragende kreative Beiträge zur Computergrafik[4]
- 2009: Wahl in die National Academy of Engineering